# Royal Athletic Park
El Royal Athletic Park es un estadio multiusos ubicado en la ciudad canadiense de Victoria (Columbia Británica). Se utiliza principalmente para fútbol, béisbol, fútbol americano y para otros eventos como el Gran Festival Anual de la Cerveza de Canadá. Su dirección es 1014 Caledonia Avenue y su capacidad actual permanente es de 4247 espectadores, aunque dependiendo de la configuración de cada evento puede ampliarse hasta 9427 espectadores e incluso puede disponer de tribunas móviles como en la Copa Mundial de Fútbol Sub-20 de 2007 que incrementaron su capacidad a los 10 500 espectadores.

## Historia
El campo deportivo fue construido a principios del siglo XX. En 1925 la municipalidad adquiere el terreno y finalmente se somete a obras de restauración en 1967. 
El estadio fue sede del equipo de béisbol Victoria Athletic que jugó en el campeonato profesional "Western International League" entre 1946 y 1951 y del equipo de fútbol americano Victoria Rebels que jugó en la "Canadian Junior Football League" entre 1985 y 2008. En la actualidad es sede del equipo de fútbol Victoria United desde 1995 y del equipo de béisbol Victoria Seals desde 2009.
En julio de 2007 el Royal Athletic Park fue una de las sedes de la Copa Mundial de Fútbol Sub-20 de 2007, acogiendo los partidos del grupo F.